# Ângelo Amaury Stábile
Ângelo Amaury Stábile (São Paulo, 22 de março de 1927 - Nova Iorque, 14 de agosto de 2010) foi um economista e político brasileiro, ministro da Agricultura do Brasil no governo João Figueiredo, de 15 de agosto de 1979 a 1 de março de 1984.

## Biografia
Stábile formou-se na primeira turma do curso de economia da Faculdade de Economia, Administração e Contabilidade da Universidade de São Paulo, onde foi colega de Antônio Delfim Netto, que tornou-se seu amigo e aliado.
Quando Delfim Netto deixou o Ministério da Agricultura, para assumir o do Planejamento, no governo de João Baptista de Figueiredo, indicou o amigo para o cargo, onde permaneceu até ser demitido com a eclosão de um escândalo no Banco Nacional de Crédito Cooperativo.
Dentre as realizações como Ministro contam-se a criação do Parque Nacional Marinho dos Abrolhos (1983) e a regularização das terras da região do Araguaia-Tocantins. Por outro lado autorizou o Grupo Monteiro Aranha a derrubar uma área de mata atlântica no Espírito Santo, ensejando forte reação do ecologista Augusto Ruschi, que então pediu "cadeia para o ministro" pelo crime ambiental; a medida foi revogada pelo então governador do estado, Gérson Camata.
Sobre a demissão do então ministro, lembra Sebastião Nery que em sua pasta o General Golbery do Couto e Silva e Sérgio Mota (que, mais tarde, seria um dos fundadores do PSDB e homem-forte do governo FHC) foi criada uma empresa chamada Coalbra - Coque e Álcool de Madeira do Brasil - cujas verbas eram aplicadas por Mota no mercado financeiro. A descoberta do esquema fraudulento resultou na substituição do ministro pelo gaúcho Nestor Jost, que promoveu a demissão em massa da equipe anterior. Da Coalbra restou um rombo de 250 milhões de dólares, e as ruínas do empreendimento na cidade de Uberlândia; Sérgio Mota, então, foi para São Paulo, onde se integrou ao grupo de Fernando Henrique Cardoso.
Na iniciativa privada trabalhou no Grupo Sharp, onde presidiu o conselho administrativo no Brasil em 1995, quando ali retornou após deixar o governo.
Mudou-se para Nova Iorque, onde morreu vitimado pela esclerose lateral amiotrófica, deixando cinco filhos do primeiro casamento e duas filhas do segundo casamento.